# 鶴沼川防災ダム
鶴沼川防災ダム（つるぬまがわぼうさいダム）は、福島県大沼郡会津美里町にある「宮川ダム」「二岐ダム」「栃沢ダム」の3つのダムの総称である。

## 概要
一級水系阿賀野川水系宮川（別名鶴沼川）流域の洪水被害の軽減のため、宮川とその支流の佐賀瀬川、氷玉川の上流域に福島県管理ダムとして建設された。副次的に灌漑用水の取水にも用いられる。ダム操作は灌漑用水の受益者である会津宮川土地改良区によって行われている。

## 宮川ダム
会津美里町南西部の宮川上流域に位置しており、当ダム群で最初に完成し、かつ最大規模のダムである。右岸は堅牢な岩盤であり、重力式コンクリートダムに適しているが、左岸は体積砂礫が深いため、中心コア式アースダムとのコンバインダムとなっている。総事業費は9億776万3000円。

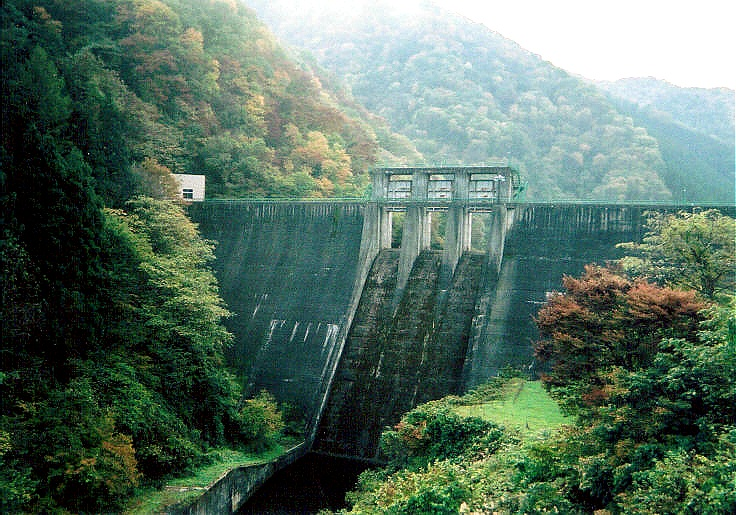
宮川ダム

### 沿革
- 1950年度 - ダム位置決定。バイパストンネル掘削開始。
- 1956年度 - ダム本体コンクリート打設開始。
- 1960年度 - ダム本体工事完了。
- 1962年度 - 試験湛水実施。建設事業完了。
- 2003年度 - 上流に新宮川ダムが建設されたことを受け、調節斜樋の改修が行われ、3門あったゲートが2門となる。

## 二岐ダム
会津美里町北西部の佐賀瀬川上流に位置するアースダムである。総事業費は7億800万9000円。

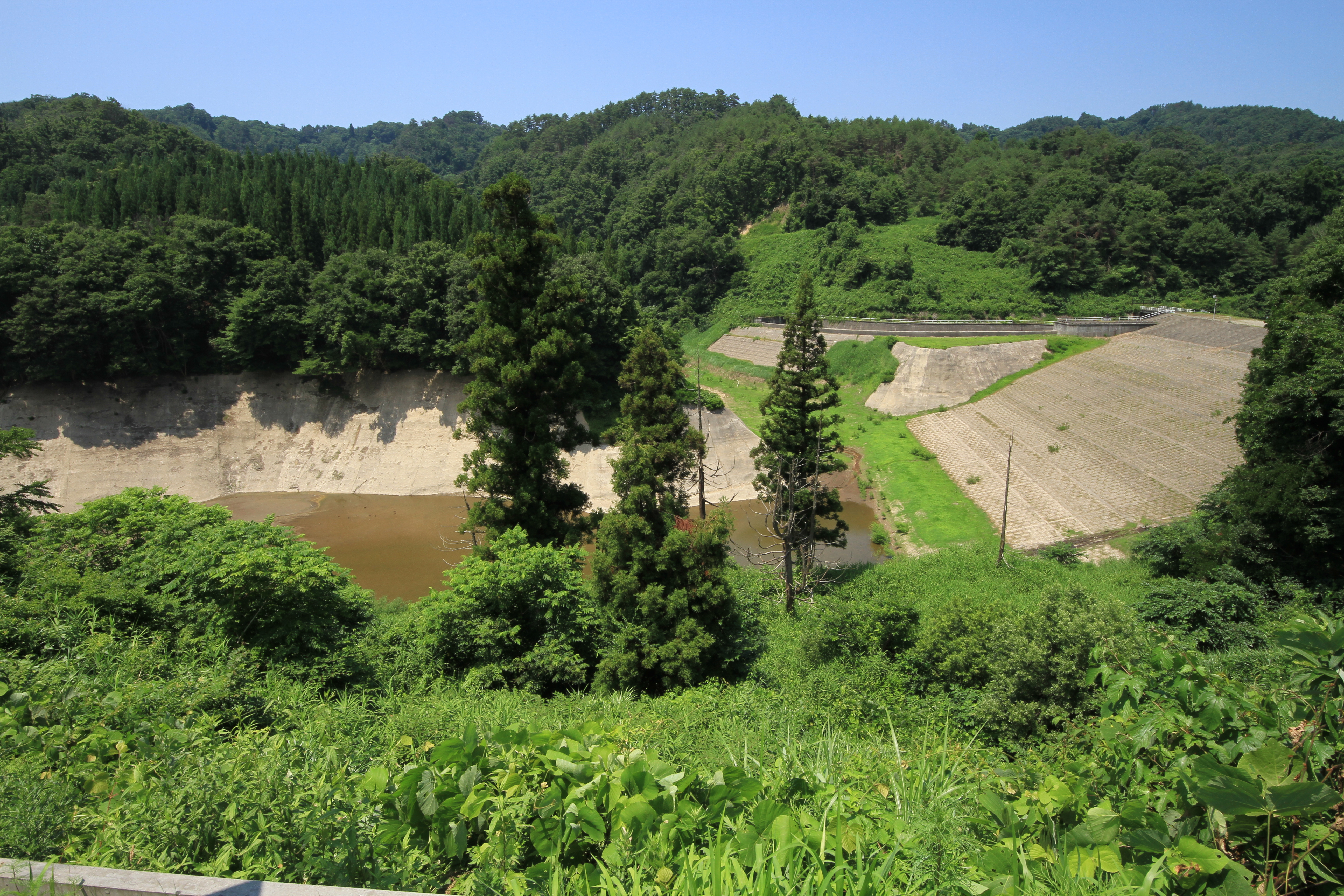
二岐ダム

### 沿革
- 1961年度 - ダム位置決定。
- 1963年度 - 仮排水トンネル着工。
- 1964年度 - ダム本体工事開始
- 1969年度 - 事業完了

## 栃沢ダム
会津美里町東部の氷玉川上流部に位置する中心コア式アースダムである。当ダム群の中で最後に完成した。総事業費は4億3795万円。

### 沿革
- 1964年度 - 地質調査実施。
- 1965年度 - 仮排水トンネル着工。
- 1966年度 - ダム本体工事開始。
- 1968年度 - ダム本体工事完了。
- 1969年度 - 周辺整備が完了し、事業完了。